# Carex cavaleriensis
Espèce
Classification phylogénétique
Carex cavaleriensis est une espèce de plantes du genre Carex et de la famille des Cyperaceae.